# Кармен Виялобос
Кармен Вилялобос (на испански: Carmen Villalobos) е колумбийска танцьорка и актриса. Известна е с ролите си най-вече в теленовелите „Силикон за Рая“ и в „Горките родители на богатите деца“ в ролята на Алехандра Пас, където си партнира със своя съпруг Хуан Себастиан Кайседо.

## Кариера
Кариерата на Кармен започва с участие и в театрални постановки, когато е на 17 години. Именно режисьорката на пиесите, в които участва, подтикнала младата актриса да се яви на кастинг за телевизионен сериал. По време на самия кастинг Кармен успява да убеди продуцентите, че е подходяща за ролята, за която участва. Оттогава се снима в теленовели, сред които са „Надзирателката Дора“, „Трудна любов“ и „Никой не е вечен“. Международна известност получава със сериала „Имението“ на компанията „Телемундо“. Първата ѝ главна роля е в теленовелата „Силикон за рая“, за която споделя, че това е една от най-важните роли в кариерата ѝ.
На театралната сцена младата актриса е участвала в пиесите „Такси 2“, „Идваме или отиваме“ и „Всички можем да пеем“.
След участието си в „Горките родители на богатите деца“ актрисата получава и главна роля в теленовелата „Сърцето ми настоява“, където си партнира с Жанкарлос Канела.

## Филмография
| Година    | Теленовела                                                        | Роля               |
| --------- | ----------------------------------------------------------------- | ------------------ |
| 2016      | И без силикон съществува Рай (Sin senos si hay Paraíso)           | Каталина Сантана † |
| 2013/15   | Господарят на небесата (El Señor De Los Cielos)                   | Леонор Байестерос  |
| 2012      | Произведено в Картахена (Made In Cartagena)                       | Флора Мария Диас   |
| 2011      | Сърцето ми настоява (Mi corazón insiste)                          | Лола Волкан        |
| 2010/2011 | Око за око (Ojo por ojo)                                          | Надя Монсалве      |
| 2009      | Горките родители на богатите деца (Niños Ricos, Pobres Padres)    | Алехандра Пас      |
| 2007/08   | Силикон за Рая (Sin senos no hay Paraíso)                         | Каталина Сантана † |
| 2007      | Никой не е вечен на света (Nadie es eterno en el mundo) (caracol) | Карен              |
| 2006      | Трудна любов (Amores de mercado)                                  | Бети Гутиерес      |
| 2006      | Съдбовни решения (Decisiones)                                     | Даниела            |
| 2005      | Имението (La tormenta)                                            | Тринидад Айала     |
| 2005      | Съдбовни решения (Decisiones)                                     | Наталия            |
| 2004      | Дора, или любовния триъгълник (Dora, La Celadora) (caracol)       | Каталина           |
| 2003      | Прислуга (Amor a la Plancha)                                      | Нина Пулидо        |
| 1999      | Клуб 10 (Club 10)                                                 | Аби                |